# Фредрік Адам Смітт
Фредрік Адам Смітт (швед. Fredrik Adam Smitt; 1839-1904) — шведський зоолог, іхтіолог.

## Біографія
Сміт навчався в Лунді та Уппсалі, де отримав докторський ступінь у 1863 році. У 1861 і 1868 брав участь у шведських експедиціях на Свальбард. У 1865—1867 роках він проводив зоологічні дослідження в Копенгагені та Парижі. У 1869 році він також як зоолог брав участь в експедиції фрегату «Жозефіна» в Атлантичному океані. У 1871 році він був призначений професором Шведського музею природознавства, де він очолював відділ хребетних. З 1879 року він також викладав зоологію в Стокгольмському університеті.